# Napier City Rovers AFC
El Napier City Rovers AFC és un club de futbol de Napier (Nova Zelanda). Actualment juga en la Central Premier League. L'equip juga els seus partits en el Bluewater Stadium de Napier.

## Història
El club va ser fundat el 1973 a partir de la fusió de dos equips: el Napier Rovers i el Napier City.
Napier City Rovers ha guanyat la Copa Chatham, la copa entre clubs més gran a Nova Zelanda, quatre cops: el 1985, el 1993, el 2000 i el 2002. A més, ha guanyat l'antiga Lliga Nacional de Futbol de Nova Zelanda quatre cops: el 1989, el 1993, el 1998 i el 2000. En guanyar en l'edició del 2000, el Napier City Rovers va representar Nova Zelanda en la Lliga de Campions de l'OFC de 2000-01, on l'equip acabaria tercer.
El club va participar en la primera edició del Campionat de Futbol de Nova Zelanda en la temporada 2004-05. El Campionat de Futbol de Nova Zelanda era una nova competició composta aleshores per set franquícies i el Napier City Rovers, l'únic club que era una franquícia. El club va quedar en cinquè lloc. La temporada següent el club va ser substituït per la franquícia Hawke's Bay United. Des d'aleshores el Napier City Rovers juga en una lliga futbolística regional, la Central Premier League, i en la Copa Chatham.

## Estadi

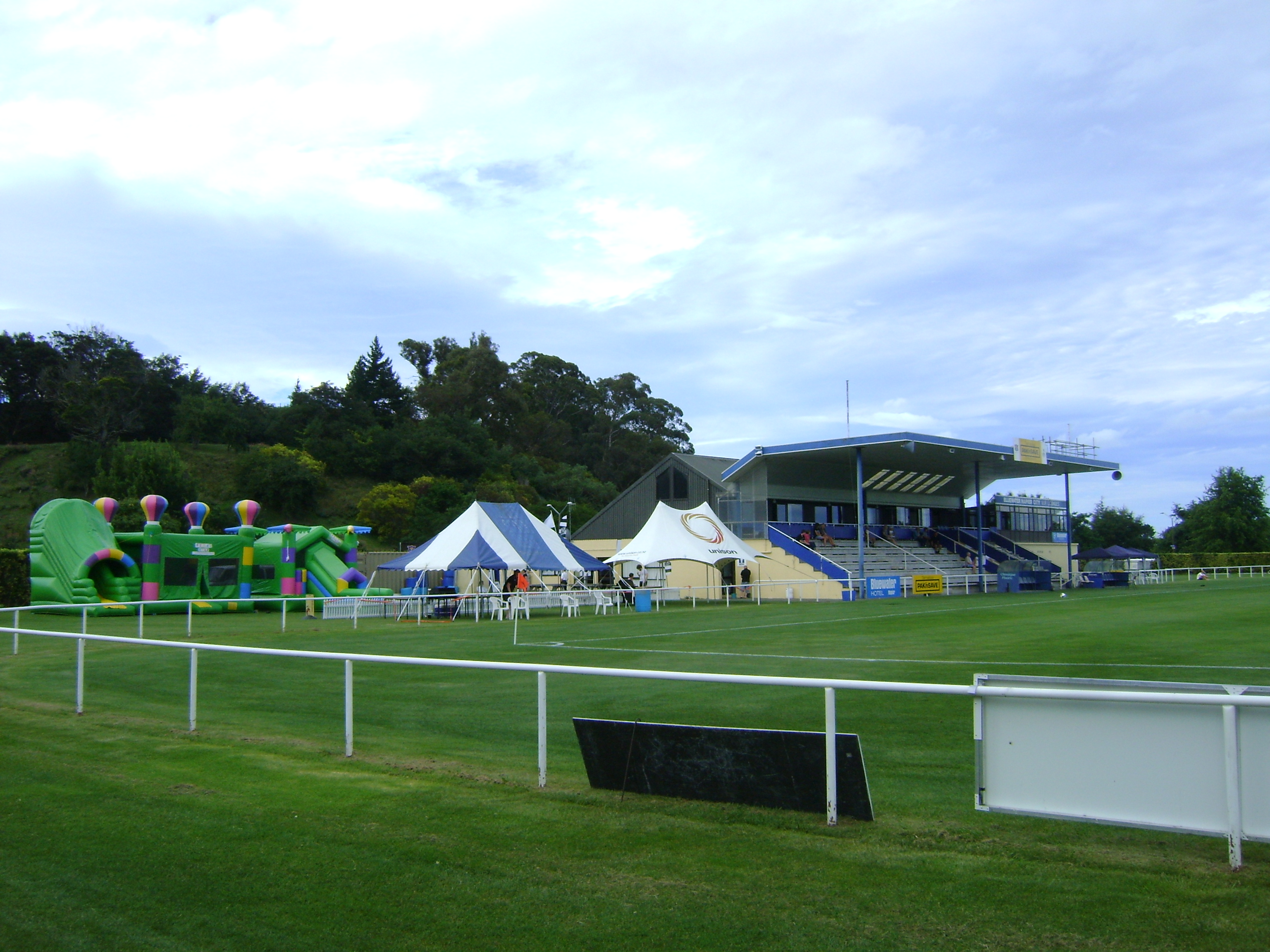
Vista del Bluewater Stadium de Napier

El Napier City Rovers juga els seus partits en el Bluewater Stadium, nom alternatiu per l'estadi tradicionalment conegut com a Park Island. Aquest estadi és un estadi multiusos i té capacitat per a 5.000 espectadors.
En aquest estadi juguen altres equips de futbol com ara el Hawke's Bay United o el Napier Marist Football Club. A més, hi juguen diversos equips de rugbi, criquet, netball, softbol i hoquei sobre herba.

## Gestió
- Propietari:  Barrie Hughes
- President:  Russell Booth
- Secretària:  Jill Wilson
- Tresorera:  Chrystal Divers

## Palmarès
- Lliga Nacional de Futbol de Nova Zelanda:[7]
  - 1989, 1993, 1998, 2000
- Copa Chatham:[8]
  - 1985, 1993, 2000, 2002
- Central Premier League: 
  - 1981, 1986, 2001, 2002, 2004